# Calpernia Addams
Calpernia Sarah Addams (20 de fevereiro de 1971) é uma atriz, autora, musicista e ativista dos diretos LGBT dos Estados Unidos.

## Biografia
Addams cresceu em Nashville (Tennessee). Ela serviu como  oficial de saúde nas Forças Armadas Norte-americanas. Durante o seu último ano no exército, ela assumiu a sua transexualidade. Addams escolheu o nome "Calpernia" da obra de William Shakespeare chamada Julius Caesar (um variante do nome da esposa de César,  Calpúrnia) e o sobrenome da famosa série de TV The Addams Family.
Em 1999, enquanto trabalhava como Show Girl, Addams começou a se relacionar com o militar Barry Winchell. Rumores do relacionamento deles começaram a ocorrer na base onde Winchel servia, tendo sido ele assediado e depois morto por seus colegas de farda. O romance de Addams e  Winchell, junto com todo  drama e o  preconceito e consequente  assassinato foi descrito no filme Soldier's Girl, lançado em 2003. Addams foi interpretada por Lee Pace. Um subseqüente artigo do New York Times chamado "An Inconvenient Woman" ( Uma Mulher Inconveniente), tratou da marginalização e da falta de representação dos transexuais no ativismo gay.

## Carreira
Addams começou sua “carreira de entretenimento” quando criança tocando violino na igreja perto de casa, além de ter atuado em peças de teatro da escola. Enquanto estava no exército ela trabalhou num teatro comunitário como ator e diretor. Após terminar o serviço militar e retornar para Nashville, Calpernia tocou violino em uma banda de Celtic music. Em  1993, ela começou a trabalhar no The Connection, uma boate/teatro. Ela eventualmente apresentava cerca de dez shows por semana para uma media de 2,000 pessoas por noite.
Apos seu sexto ano como membro do teatro e apos ganhar o Miss Nashville Entertainer of the Year, Addams venceu o Tennessee Entertainer of the Year em 1999. Com a morte de Winchell, Addams suspendeu suas apresentações e saiu de Nashville, se mudando para Chicago e depois para Los Angeles.
Em 2002, ela formou a Deep Stealth Productions em Hollywood com Andrea James. Deep Stealth desenvolve programas e materiais voltados para a identificação de gênero e a diversidade sexual. Addams e James treinaram Felicity Huffman em sua atuação indicada ao Oscar no filme Transamerica.
No debut de “Soldier’s Girl” no Sundance Film festival, Addams conheceu Jane Fonda, mãe de Troy Garity, que havia interpretado Winchell. Fonda sugeriu que Addams montasse uma produção transgênero chamada The Vagina Monologues. A produção arrecadou fundos para campanhas de violência contra a mulher, tendo sido alvo de um documentário em 2006 chamado  Beautiful Daughters.
Um reality show chamado Transamerican Love Story, apresentando Addams escolhendo um entre oito pretendentes estreou em 11 de fevereiro de 2008 na Logo TV.
Em abril de 2008, Addams atuou junto de Fonda, Glenn Close, Salma Hayek, Alicia Keys, entre outras no aniversário de The Vagina Monologues no Louisiana Superdome.
Em maio de 2008, a PFLAG (Parents, Families and Friends of Lesbians and Gays) escolheu Addams como porta-voz do grupo em sua campanha educacional chamada  This Is Our Love Story. Addams disse, "Eu espero que  This Is Our Love Story ajude jovens transgênero a sair do armário. Após ver a feliz e confiante mulher que me tornei, espero me tornar um exemplo para esses jovens." Addams escreve num blog e em colunas da  Psychology Today.
Addams lançou um single intitulado "Stunning", a venda no iTunes.